# 福山敏男
福山 敏男（ふくやま としお、1905年4月1日 - 1995年5月20日）は、日本の建築史家。京都大学名誉教授。

## 経歴
出生から修学期
1905年、福岡県山門郡城内村（現柳川市）で生まれた。第五高等学校を経て、京都帝国大学工学部建築学科に進学。1927年に卒業。
建築史研究者として
修了後は、内務省造神宮使庁嘱託に採用された。1939年、京都帝国大学から工学博士の学位を取得。1942年、文部技師に昇格として宗教局に勤務。のち教化局総務課勤務を経て、1943年11月1日付けで教学局文化課勤務。
太平洋戦争後
1947年より東京国立博物館附属美術研究所（東京国立文化財研究所）に勤務。1951年より同所資料部長、1954年より同所美術部長。1959年、京都大学教授に転じた。1968年に京都大学を定年退官。1959年4月から西日本工業大学工学部建築学科教授として教鞭をとり、1978年に退任。1981年、京都府埋蔵文化財調査研究センター理事長を務めた。1988年、京都大学名誉教授となった。

## 研究内容・業績
出雲大社・大阪四天王寺・九州観世音寺などの調査発掘によって創建当時の事情や建築構造を解明し、日本建築史学の基礎を築いた。奈良県天理市の石上神宮に納められた七支刀の銘文解釈など、金石文の研究でも知られる。史料に対する厳しい姿勢から「検事総長」と評されたという。

## 受賞・栄典
- 1972年：朝日賞[13]
- 1975年：勲三等旭日中綬章
- 1980年：日本建築学会大賞
- 1987年：日本学士院恩賜賞[1]
- 1987年：京都府文化賞特別功労賞
- 1991年：日本学士院会員[1]
- 1995年：正四位

## 著作
著書
- 『日本建築史の研究』桑名文星堂 1943
- 『日本建築史研究』墨水書房、1968-1971

著作集
- 『福山敏男著作集』(全5巻) 中央公論美術出版 1982-1984

1. 1巻『寺院建築の研究』1982
2. 2巻『寺院建築の研究』1982
3. 3巻『寺院建築の研究』1983
4. 4巻『神社建築の研究』1984
5. 5巻『住宅建築の研究』1984
6. 6巻『中国建築と金石文の研究』1983